# Lukas Reuschenbach
Lukas Reuschenbach (Oberhausen, 16 de enero de 1994) es un deportista alemán que compite en piragüismo en la modalidad de aguas tranquilas. Ganó tres medallas en el Campeonato Mundial de Piragüismo entre los años 2017 y 2019.

## Palmarés internacional
| Campeonato Mundial | Campeonato Mundial          | Campeonato Mundial | Campeonato Mundial |
| Año                | Lugar                       | Medalla            | Competición        |
| ------------------ | --------------------------- | ------------------ | ------------------ |
| 2017               | Račice (República Checa)    | Medalla de bronce  | K4 1000 m          |
| 2018               | Montemor-o-Velho (Portugal) | Medalla de oro     | K4 1000 m          |
| 2019               | Szeged (Hungría)            | Medalla de oro     | K4 1000 m          |